# سفارة اليونان في أوكرانيا
سفارة اليونان في أوكرانيا هي أرفع تمثيل دبلوماسي لدولة اليونان لدى أوكرانيا. تقع السفارة في كييف وهي تهدف لتعزيز المصالح اليونانية في أوكرانيا.

## وصلات خارجية
- الموقع الرسمي
- قائمة سفارات اليونان
- قائمة السفارات في أوكرانيا